# الکساندر آلخین

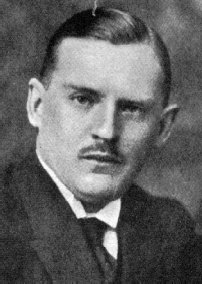

آلکساندر آلکساندرویچ آلخین (به روسی: Алекса́ндр Алекса́ндрович Але́хин) (زاده ۱۸۹۲ - درگذشته ۱۹۴۶) قهرمان نامدار شطرنج جهان از سال ۱۹۲۷ تا ۱۹۳۵ و از سال ۱۹۳۷ تا زمان مرگش در ۱۹۴۶ بود.
او در سال ۱۹۲۷ در بوئنوس آیرس یک مسابقه جنجالی خوزه رائول کاپابلانکا را با ۶ برد ۳ باخت و ۲۵ تساوی شکست داد. در سال ۱۹۳۵ در کمال شگفتی از ماکس اویوه شکست خورد. این شکست با مصرف بیش از حد نوشیدنی الکلی قبل از بازی بی‌ارتباط نبود. او دو سال بعد و در یک مسابقهٔ انتقامی او را شکست داد و مقام قهرمانی را تا زمان مرگش حفظ کرد.
آلخین به عنوان یکی از بزرگ‌ترین شطرنج‌بازان تهاجمی در طول تاریخ شطرنج شناخته می‌شود. او توانایی بسیاری در کاربرد ترکیب داشت و معمولاً بازی‌هایی بسیار پیچیده داشت.
علی شریعتی در مورد عادت شدن محدودیت‌ها در کتاب هبوط در کویر نوشته‌است:

آلخین قهرمان بزرگ شطرنج جهان در سالن بسیار بزرگی به‌طور همزمان با چهل نفر مسابقه می‌داد.

حاضران با شگفتی مشاهده کردند که وقتی او در سالن قدم می‌زند و از کنار میزهای مسابقه می‌گذرد، هرگز در یک جهت بیش از شش قدم برنمی‌دارد و قبل از آن که گام هفتم را بردارد بر می‌گردد یا به جهتی دیگر در راست یا چپ می‌پیچد!

پس از تحقیق متوجه شدند آلخین سابقاً سال‌ها در جریان جنگ جهانی اول زندانی بوده و سلول زندان او اتاقی بوده‌است شش قدم در شش قدم!

## درگذشت

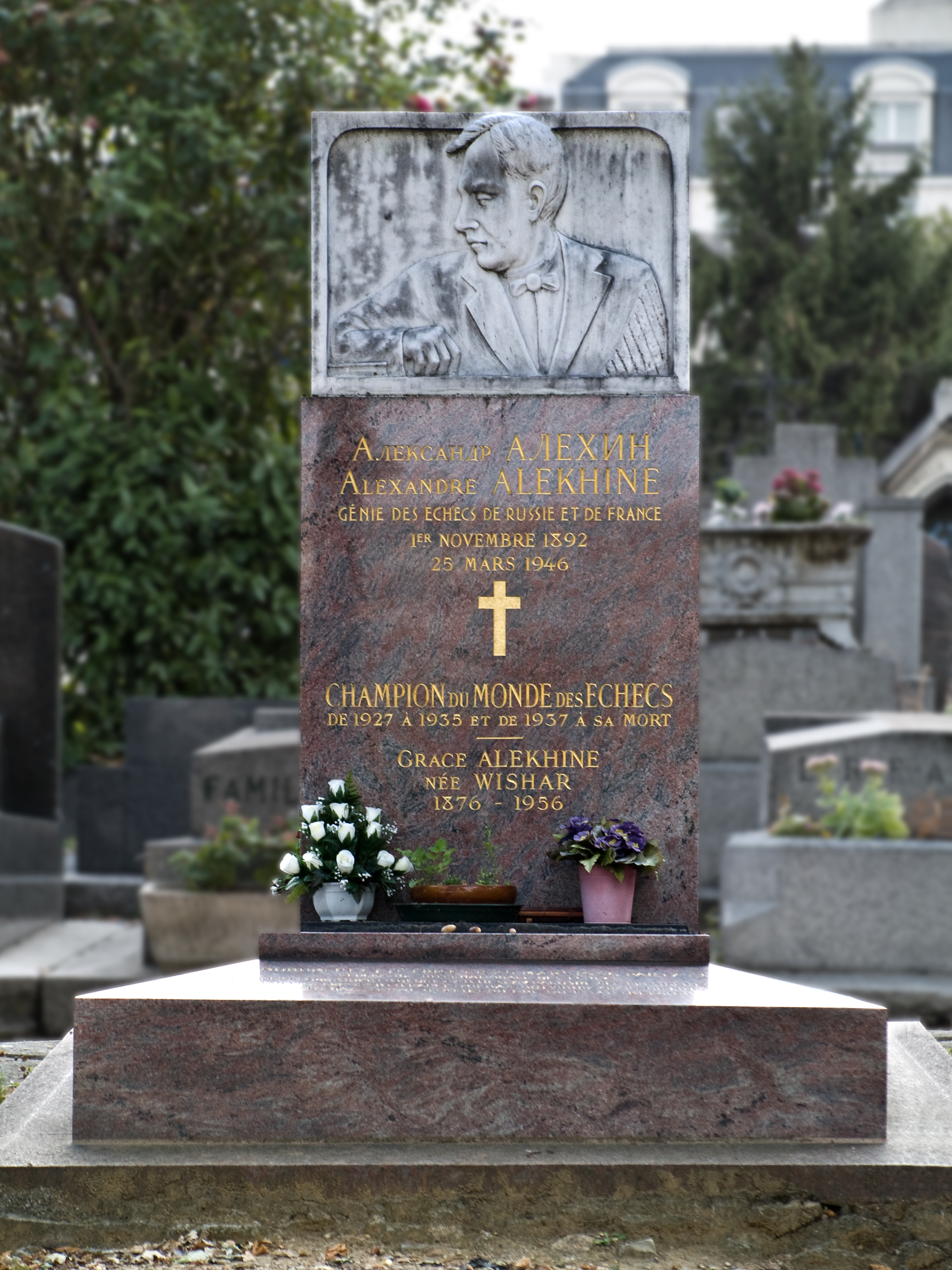
آرامگاه الکساندر آلخین، گورستان مون‌پارناس، پاریس، فرانسه

آلخین در ۱۹۴۶ به طرز مشکوکی درگذشت و مقبره وی در گورستان مون‌پارناس پاریس است.